# 新甲
新甲，是臺灣高雄市鳳山區的一個傳統地域名稱，位於該區西部。相較於今日行政區，其範圍大致包括海洋里、老爺里東北半葉的西北部邊界地帶、新富里不含北部凸出部分的東北半部、新泰里、新強里西南半部、新樂里、新甲里不含東南部及西南端、新武里東北半部、武漢里不含西南部、武慶里不含西南端及西北端及東北端，及苓雅區的福居里西南端、福地里西南端、福康里西南半部、福隆里東南部，以及前鎮區的瑞誠里東北半部、瑞華里北部中至東側。
本地區境內主要聚落為新甲，設有鳳新高中、鳳甲國中、新甲國小、福康國小。

## 歷史
台灣日治初期，新甲地區為一街庄，稱為「新甲庄」（舊制街庄），隸屬於大竹里。該庄昔日西北與林德官庄為鄰，北與五塊厝庄為鄰，東北與道爺廍庄為鄰，東南邊及南邊為七老爺庄，西南邊為籬仔內庄。
1901年（日治明治三十四年）11月11日，全台廢縣廳改設二十廳，該庄隸屬於鳳山廳。1904年（明治三十七年）5月3日，該庄編入「七老爺區」，隸屬於鳳山廳。1909年（明治四十二年）10月25日，全台合併二十廳為十二廳，七老爺區改隸屬於臺南廳。1920年（大正九年）10月1日，全台地方制度大改正，廢十二廳改設五州二廳，該庄改制為「新甲」大字，隸屬於高雄州鳳山郡鳳山街（新制街庄）。
戰後鳳山街改制為鳳山鎮，隸屬於高雄縣，大字亦改制為里。1950年（民國39年）10月1日，高、屏分治，鳳山鎮仍隸屬於高雄縣。1972年（民國61年）7月1日，鳳山鎮升格為鳳山市。2010年（民國99年）12月25日，高雄縣、市合併為直轄高雄市，鳳山市改制為鳳山區。

## 聚落
本地區發展較早的聚落為新甲，在日治初期的官方地圖上已有記載。

## 交通
高雄環狀輕軌是高雄捷運系統的環狀輕軌路線，經過本地區西南端。最近的車站在北側為凱旋武昌站，在南側為凱旋二聖站。由此等可前往環狀輕軌沿線各站。
國道1號又稱「中山高速公路」，是貫穿台灣西部的兩條縱向高速公路之一，經過本地區中部。最近的交流道在北側為三多一路交會處、中正一路交會處、省道台1線（九如一路）交會處共同組成的高雄交流道；在南側為瑞隆東路交會處的瑞隆路匝道（南出）、省道台88線（東西向快速公路－高雄潮州線）交會處的五甲系統交流道（南出北入）及省道台88線之平面側車道市道188號交會處的五甲交流道（南入北出）。由此等可快速前往國道1號沿線各地，或銜接省道台88線。
區道高69-1線是前鎮至灣仔頭的道路，經過本地區極南點。

## 學校
- 鳳新高中
- 鳳甲國中
- 新甲國小
- 福康國小（大部分）